# Diplura studiosa
Espèce
Synonymes
- Euharmonicon studiosum Mello-Leitão, 1920

Diplura studiosa est une espèce d'araignées mygalomorphes de la famille des Dipluridae.

## Distribution
Cette espèce est endémique du Brésil.

## Publication originale
- Mello-Leitão, 1920 : Tetrapneumones trionychias novas do Brasil. Revista Sciencias, vol. 4, p. 58-60.